# Isthmohyla calypsa
Isthmohyla calypsa es una especie de anfibios de la familia Hylidae.
Habita en Costa Rica y Panamá.
Sus hábitats naturales son los montanos secos y los ríos. Está amenazada de extinción por la destrucción de su hábitat natural.